# Yang Xuanzhi
Yang Xuanzhi (杨炫之, 楊衒之) escritor y traductor de textos budistas mahāyāna al chino chino del siglo VI. Es conocido por su obra "Los monasterios de Luoyang". 